# Giro di Campania 1983
Il Giro di Campania 1983, cinquantunesima edizione della corsa, si svolse il 24 marzo 1983 su un percorso di 236 km. La vittoria fu appannaggio dell'italiano Francesco Moser, che completò il percorso in 6h16'38", precedendo i connazionali Gianbattista Baronchelli e Mario Noris.

## Ordine d'arrivo (Top 10)
| Pos. | Corridore                | Squadra                  | Tempo    |
| ---- | ------------------------ | ------------------------ | -------- |
| 1    | Francesco Moser          | Gis Gelati-Campagnolo    | 6h16'38" |
| 2    | Gianbattista Baronchelli | Sammontana-Campagnolo    | s.t.     |
| 3    | Mario Noris              | Atala-Campagnolo         | a 3"     |
| 4    | Alfredo Chinetti         | Inoxpran-Lumenflon       | s.t.     |
| 5    | Frits Pirard             | Metauro Mobili-Pinarello | s.t.     |
| 6    | Franco Chioccioli        | Vivì-Benotto             | s.t.     |
| 7    | Marino Lejarreta         | Alfa Lum-Olmo            | s.t.     |
| 8    | Moreno Argentin          | Sammontana-Campagnolo    | a 30"    |
| 9    | Mario Beccia             | Malvor-Bottecchia        | a 34"    |
| 10   | Glauco Santoni           | Inoxpran-Lumenflon       | a 35"    |